# Jonville-en-Woëvre
Jonville-en-Woëvre – miejscowość i gmina we Francji, w regionie Grand Est, w departamencie Moza.
Według danych na rok 1990 gminę zamieszkiwały 123 osoby, a gęstość zaludnienia wynosiła 11 osób/km² (wśród 2335 gmin Lotaryngii Jonville-en-Woëvre plasuje się na 922. miejscu pod względem liczby ludności, natomiast pod względem powierzchni na miejscu 523.).